# NGC 98
NGC 98 és una galàxia espiral barrada a la constel·lació del Fènix.
La galàxia NGC 98 va ser descoberta el 6 de setembre de 1843 per l'astrònom John Frederick William Herschel.